# Schlafparalyse
Bei der Schlafparalyse, auch Schlafstarre oder Schlaflähmung, ist die Skelettmuskulatur während des Schlafs gelähmt. Dies dient dem Schutz des Körpers, indem es verhindert, dass geträumte Bewegungen tatsächlich ausgeführt werden. Beim Aufwachen verschwindet die Lähmung sofort und wird nicht wahrgenommen. Vereinzelt wird die Lähmung auch bewusst erlebt, entweder kurz vor dem Einschlafen oder nach dem Aufwachen. Für Außenstehende ist die Muskulatur nicht starr (wie bei Muskelsteifheit) oder verkrampft, sondern schlaff.
Falls man sie zu oft bewusst erlebt, spricht man von einer Schlafstörung; oft wird das Wort „Schlafparalyse“ für die Störung verwendet. Die normale Lähmung, die man nicht wahrnimmt, wird eher als REM-Atonie bezeichnet. Entsprechend heißt die Störung im Englischen „sleep paralysis“, die natürliche Lähmung „REM atonia“.
Ein bewusstes Erleben der Lähmung kann mit albtraumartigen Erfahrungen einhergehen.

## Schlafparalyse/REM-Atonie
Die natürliche Lähmung der im Wachzustand dem Willen unterworfenen Muskulatur tritt während der REM-Schlafphase auf. Davon ausgenommen ist die Augenmuskulatur. Geträumte Augenbewegungen werden so auch körperlich ausgeführt, was an einem Träumenden auch durch die geschlossenen Lider leicht zu beobachten ist. Beim Erwachen wird die REM-Atonie für gewöhnlich ohne Verzögerung durchbrochen; das heißt, sie wird nicht bewusst erlebt.
Die neuronalen Aktivitäten, die die weitreichende Muskellähmung während des REM-Schlafs verursachen, haben ihren Ursprung hauptsächlich im Pons, auch „Brücke“ genannt, einem Teil des Hirnstamms. Die Motoneuronen des Hirnstamms und des Rückenmarks werden gehemmt, was eine hochgradige Atonie zur Folge hat.

## Als Schlafstörung

### Grundlegendes
Eine bewusst erlebte Schlafparalyse wird als Schlafstörung (Parasomnie) betrachtet. Es kommt dabei zu einer Entkoppelung (Dissoziation) der Lähmung vom Schlafzustand, wodurch die für den REM-Schlaf typische Muskelatonie auf benachbarte Wachphasen ausgedehnt wird. Dies kann beim Einschlafen oder beim Erwachen geschehen. Im ersteren Fall spricht man von der hypnagogen oder prädormitalen, im letzteren von der hypnopompen oder postdormitalen Form. Innerhalb der Schlafstörungen gehört die Schlafparalyse zur Untergruppe der Erscheinungen, die gewöhnlich im Zusammenhang mit den Schlafphasen des REM-Schlafs auftreten. Sie wird manchmal auch als Wachanfall bezeichnet. Die Häufigkeit, dass so eine Schlafstarre einmal im Verlauf des Lebens bewusst erlebt wird, wird auf 40 % der Gesamtbevölkerung geschätzt.
Eine isolierte, also nicht als Element einer anderen Störung auftretende, Schlafparalyse (isolated sleep paralysis, ISP) kann ein einziges Mal, während einiger Wochen gehäuft oder sporadisch mit Abständen von Monaten bis Jahren vorkommen. Im Gegensatz dazu steht eine Störung, die über längere Zeit gehäuft wiederkehrend auftritt (recurrent isolated sleep paralysis, RISP), manchmal phasenweise mit längeren Zeiträumen ohne Ereignisse. RISP ist häufig mit Halluzinationen verbunden.
Zur Neurophysiologie der Schlafparalyse als Störung gibt es bisher (Stand: Juli 2016) nur vage Annahmen und keine vollständigen Theorien.

### Begleiterscheinungen
Die bewusst erlebte Schlafparalyse ist an sich ungefährlich, wird aber von vielen Menschen als sehr unangenehm oder auch angsterregend empfunden. Manche Betroffene haben das Gefühl zu ersticken, weil sie ihre Atmung nicht spüren, andere fühlen einen Druck auf der Brust, als ob dort etwas Schweres laste. Bei etwa einem Drittel der Betroffenen treten auch visuelle, taktile oder akustische Halluzinationen auf. Die Halluzinationen können auch den Charakter außerkörperlicher Erfahrungen und der Sicht auf den eigenen Körper von außen (Autoskopie) haben.

### Verbreitung
Eine systematische Übersichtsarbeit von 2011, die 35 Einzelstudien mit Daten von insgesamt 36.533 Personen auswertete, zeigte ein mindestens einmaliges Vorkommen von Schlafparalyse während des bisherigen Lebens (Lebenszeitprävalenz) bei 7,6 % der Gesamtbevölkerung, 28,3 % der Studenten und 31,9 % der Psychiatrie-Patienten. Frauen waren geringfügig stärker betroffen als Männer (18,9 % gegenüber 15,9 % bei Summierung über alle Gruppen). Nur 6 der 35 Einzelstudien enthielten verwertbare Altersangaben. Hierbei zeigten sich keine signifikanten Auffälligkeiten.
Schlafparalysen treten auch als eines der kennzeichnenden Symptome der Narkolepsie auf, einer Störung, die besonders geprägt ist durch Einschlafattacken. 40–50 % der Patienten, bei denen eine Narkolepsie diagnostiziert wurde, erlebten die Schlafparalyse als eines ihrer Symptome.

### Erblichkeit
Die Zwillingsforschung deutet darauf hin, dass die Wahrscheinlichkeit, eine Schlafparalyse zu erleben, eine erbliche Komponente hat. Ist einer von zwei eineiigen Zwillingen davon betroffen, ist die Wahrscheinlichkeit, dass auch der andere entsprechende Erfahrungen macht, stark erhöht. Es wurde von einem autosomal-dominanten Erbgang berichtet.

## Diagnose
Die Diagnose erfolgt durch Erhebung der Krankengeschichte (Anamnese). Im Zweifelsfall sollen andere mögliche Ursachen schlafbezogener Lähmungen ausgeschlossen werden. Dies trifft insbesondere für die Narkolepsie zu, bei der Schlafparalyse als Störung eines der kennzeichnenden Symptome ist. In diesem Fall kann – falls notwendig – eine Klärung durch Polysomnographie und multiplen Schlaflatenztest (MSLT) in einem Schlaflabor erreicht werden.
Bei einer Polysomnographie ist eine Schlafparalyse – als Störung – leicht erkennbar, da hier ein zeitgleiches Bestehen von Schlaffheit der Muskulatur (Atonie) in der Elektromyografie und ein Zustand von Wachheit (Nicht-Schlaf) in der Elektroenzephalografie (EEG) angezeigt wird. Ein MSLT gibt Aufschluss darüber, ob es sich um eine isolierte – und damit ungefährliche – Störung oder um ein Anzeichen von Narkolepsie handelt.

## Behandlung

### Nicht-medikamentöse Therapie
Die medizinische Behandlung beginnt damit, den Betroffenen über die verschiedenen Schlafphasen und darüber, dass er natürlicherweise nicht im Stande ist, seine Muskeln während der REM-Schlafphase zu bewegen, aufzuklären. Die Information, dass es sich um ein ungefährliches, wohlbekanntes, natürliches Phänomen handelt, das von etlichen Menschen erlebt wird, kann Ängste nehmen. Es kann auch hilfreich sein, den Betroffenen dazu anzuhalten, sich während einer bewusst erlebten Schlafparalyse die Harmlosigkeit des Vorganges zu vergegenwärtigen. Vor allem das Wissen, dass jede Schlafparalyse von selbst endet, davon keine Gefahr ausgeht und den eventuell wahrgenommenen Halluzinationen keine reale Existenz zukommt, erleichtert das entsprechende Erleben und ist geeignet, das Aufschaukeln von Furcht und Panik zu durchbrechen. Manchen Betroffenen gelingt es, Techniken zu entwickeln, den Zustand der Schlafparalyse aktiv zu beenden. Einige vermögen mit äußerster Willenskraft Zehen oder Finger zu bewegen und sich so aus der Lähmung zu lösen. Andere alarmieren durch bewusst lautes Atmen ihren Partner, damit der sie berührt und so die Lähmung beendet.
Empfohlen wird Schlafhygiene mit ausreichendem Schlaf und regelmäßigen Schlafzeiten, der Einsatz von Strategien zur Stressbewältigung, gedimmtes Licht am Bett, Positionstraining zur Vermeidung der Rückenlage und ein Training der Konzentration auf den Versuch, einen Körperteil (Finger oder Hand) zu bewegen.

### Medikamentöse Therapie
In schweren Fällen, wenn der Betroffene stark unter der Schlafparalyse leidet, gibt es die Möglichkeit medikamentöser Behandlungsmethoden. Die am häufigsten verwendeten Medikamente sind trizyklische Antidepressiva, z. B. Imipramin oder Clomipramin, die auch zur Behandlung der Narkolepsie eingesetzt werden, und selektive Serotonin-Wiederaufnahmehemmer (SSRIs). Ebenfalls kann L-Tryptophan mit gleichzeitiger oder ohne gleichzeitige Gabe von Amitryptilin (ein trizyklisches Antidepressivum) verabreicht werden. Diese Medikamente werden nur bei sehr schweren Fällen von RISP (recurrent isolated sleep paralysis) verschrieben. Eine effektive Behandlung kann nicht für jeden Betroffenen garantiert werden.

## In Kunst und Kultur

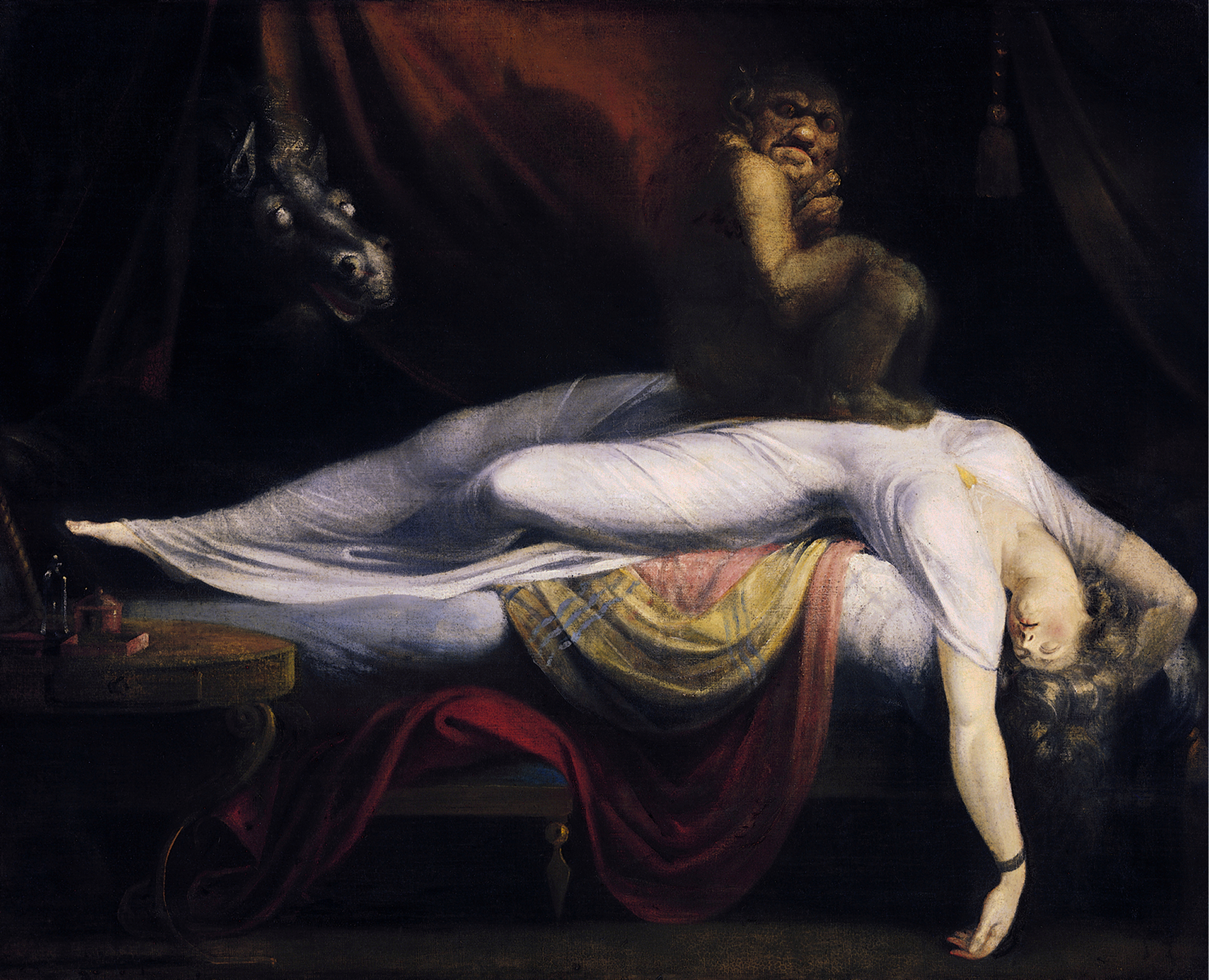
Der Nachtmahr von Johann Heinrich Füssli (1781): Künstlerische Darstellung
mit typischen Merkmalen der Schlafparalyse wie Belastung der Atmung, Schlaffheit der Muskeln und Halluzinationen

Das Phänomen der Schlafparalyse wird spätestens seit hellenistischen Zeiten thematisiert und erfuhr über die Jahrhunderte in den unterschiedlichen Kulturen und Glaubenssystemen eine weite Palette an Erklärungsmodellen und Interpretationen. So sah man im antiken Griechenland Magen- und Verdauungsprobleme als auslösend an, während im alten Rom und Ägypten Schuldgefühle für die Schlafparalyse verantwortlich gemacht wurden. Sehr verbreitet durch alle Kulturen war die Vorstellung, dass ein Dämon auf der Brust des Schlafenden sitzt und ihm so die Luft zum Atmen nimmt. In Europa gab es die Vorstellung vom Nachtalb oder Incubus, der seine Opfer im Schlaf heimsucht. In Mexiko und bei den Yoruba waren es Hexen, in Südostasien die Geister Verstorbener und in Irland und Schottland sogenannte hags. Noch heute wird die Schlafparalyse in Teilen der Vereinigten Staaten und in Kanada, vor allem auf Neufundland, als old hag attack bezeichnet. Im modernen Japan ist das Phänomen als kanashibari bekannt, was in etwa „noch immer festgebunden“ heißt.
Auch in der Kunst wird die Schlafparalyse gerne als nächtliche Heimsuchung durch einen Dämon dargestellt. Beispiele sind:
- Der Nachtmahr, Gemälde von Johann Heinrich Füssli (1781)
- Guy de Maupassant: Der Horla. Erzählung. 1886. Der Autor litt selbst sehr unter Schlafparalyseepisoden und erlebte auch außerkörperliche Erfahrungen.
- Mein Traum, mein böser Traum, Zeichnung von Fritz Schwimbeck (1909)
- Francis Scott Fitzgerald: Die Schönen und Verdammten. Roman. 1922.
- The Nightmare, quasidokumentarischer Horrorfilm von Rodney Ascher (2015)[21]

Die erste wissenschaftliche Herangehensweise an das Thema geschah 1876 durch den US-amerikanischen Arzt Silas Weir Mitchell.

### Leitlinien
- Deutsche Gesellschaft für Schlafforschung und Schlafmedizin (DGSM): S3-Leitlinie – Nicht erholsamer Schlaf / Schlafstörungen. (PDF; abgerufen am 13. Juli 2016) Abschnitt 5.11.5 auf S. 110–111: Rezidivierende isolierte Schlaflähmung (RISL). In: Somnologie – Schlafforschung und Schlafmedizin, (Suppl 1), Band 13, 2009, S. 4–160, doi:10.1007/s11818-009-0430-8.

### Einführungen
- Brian Sharpless, Karl Doghramji: Sleep Paralysis. Historical, Psychological, and Medical Perspectives. Oxford University Press, Oxford 2015, ISBN 978-0-19-931382-2.
- Sricharan Moturi, Poojitha Matta: Recurrent Isolated Sleep Paralysis (RISP). In: Sanjeev V. Kothare, Anna Ivanenko (Hrsg.): Parasomnias. Clinical Characteristics and Treatment. Springer, New York 2013, ISBN 978-1-4614-7626-9, S. 201–206.
- B. A. Sharpless, J. P. Barber: Lifetime prevalence rates of sleep paralysis: a systematic review. In: Sleep medicine reviews. Band 15, Nummer 5, Oktober 2011, S. 311–315, doi:10.1016/j.smrv.2011.01.007, PMID 21571556, PMC 3156892 (freier Volltext) (Review).
- James Allan Cheyne: Recurrent isolated sleep paralysis. In: Michael J. Thorpy, Giuseppe Plazzi (Hrsg.): The Parasomnias and Other Sleep-Related Movement Disorders. Cambridge University Press, Cambridge UK 2010, ISBN 978-1-139-48572-2, S. 142–152.
- Geert Mayer: Schlaflähmung. In: Helga Peter, Thomas Penzel, Jörg Hermann Peter (Hrsg.): Enzyklopädie der Schlafmedizin. Springer Medizin Verlag, Heidelberg 2007, ISBN 978-3-540-28840-4, S. 1093–1095.

### Ratgeber
- Geert Mayer: Narkolepsie. Georg Thieme Verlag, Stuttgart 2006, ISBN 978-3-13-134431-1.

### Geschichte
- E. J. Kompanje: ‘The devil lay upon her and held her down’. Hypnagogic hallucinations and sleep paralysis described by the Dutch physician Isbrand van Diemerbroeck (1609–1674) in 1664. In: Journal of sleep research. Band 17, Nummer 4, Dezember 2008, S. 464–467, doi:10.1111/j.1365-2869.2008.00672.x, PMID 18691361 (freier Volltext).